# Kas di Pal'i Maishi
Het Kas di Pal'i Maishi is een klein openluchtmuseum in Barber (Curaçao).
Het museum is gevestigd rondom een gerestaureerd kunukuhuisje, waar te zien is hoe de Afro-Curaçaose plattelandsbevolking van Bandabou woonde sinds de afschaffing van de slavernij tot ongeveer 1950. De naam refereert aan het dak dat is gemaakt van maisstengels. De wanden zijn van leem gemengd met koeienmest, en lopen naar boven taps toe. Het huisje is ingericht met traditioneel meubilair. De keuken is buitenshuis en heeft een houtoven voor het bakken van brood.
Er worden workshops gegeven in brood bakken, cactussoep of kokosolie maken, aloë vera verwerken, rituele poppen maken en heggen maken van cactussen (Papiaments: trankera). In de achtertuin worden plaatselijke gerechten geserveerd en zijn verscheidene muurschilderingen te bewonderen.
Het Kas di Pal'i Maishi is geopend van maandag tot en met vrijdag van 9.00 tot 16.00 uur en zaterdag en zondag van 9.00 tot 18.00 uur.

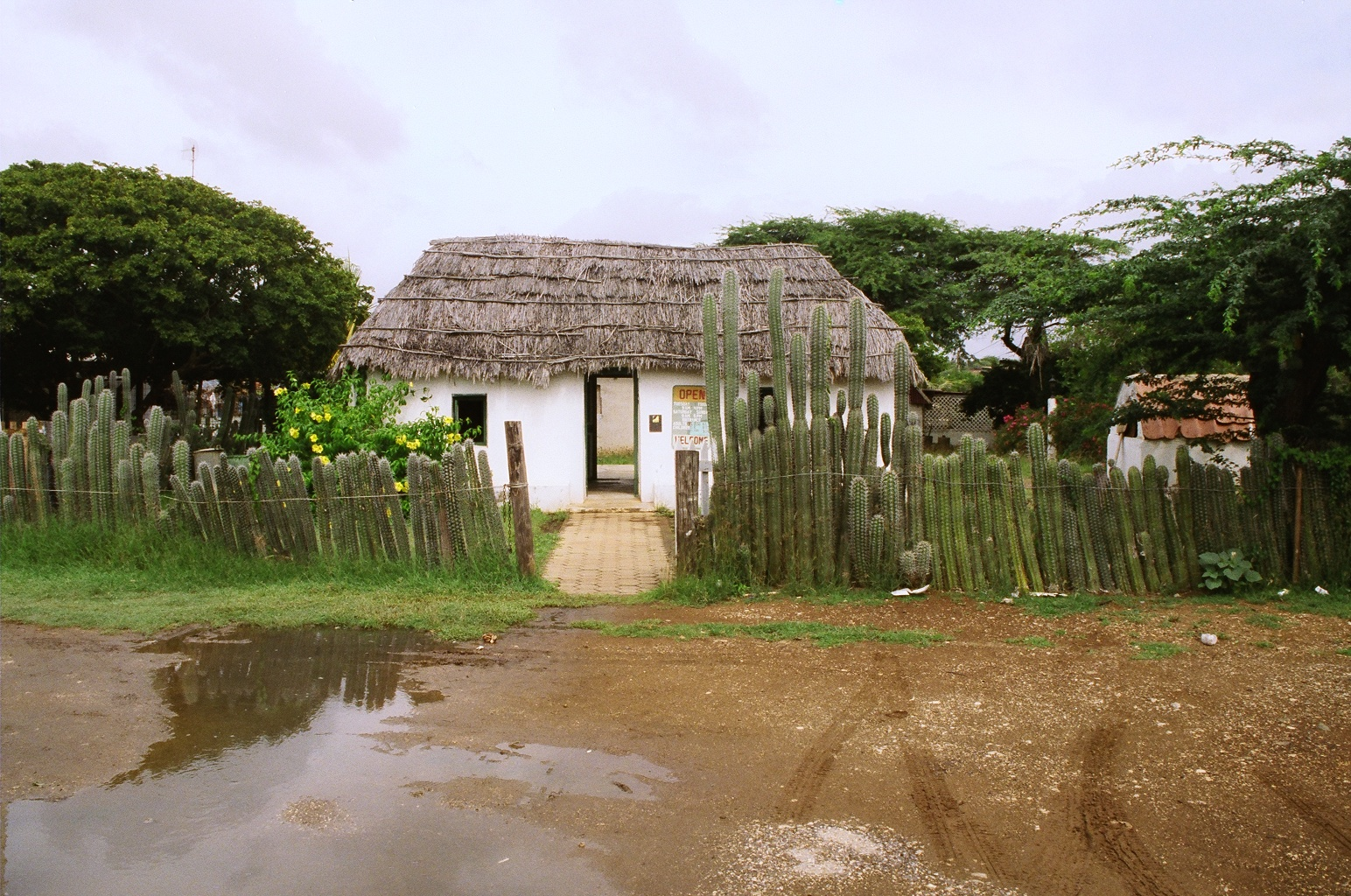
Kunukuhuisje
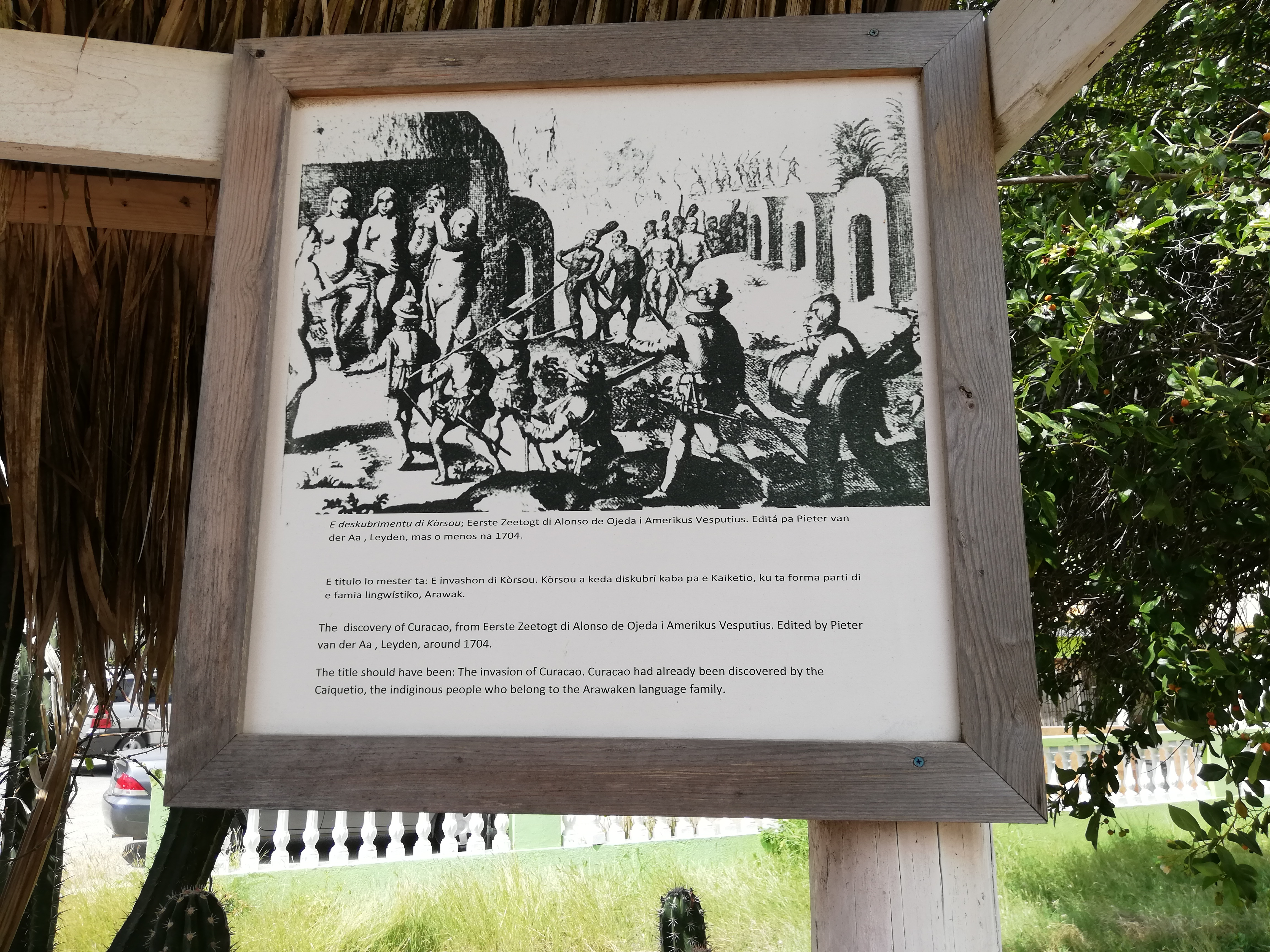
Informatiebord over de invasie van Curaçao
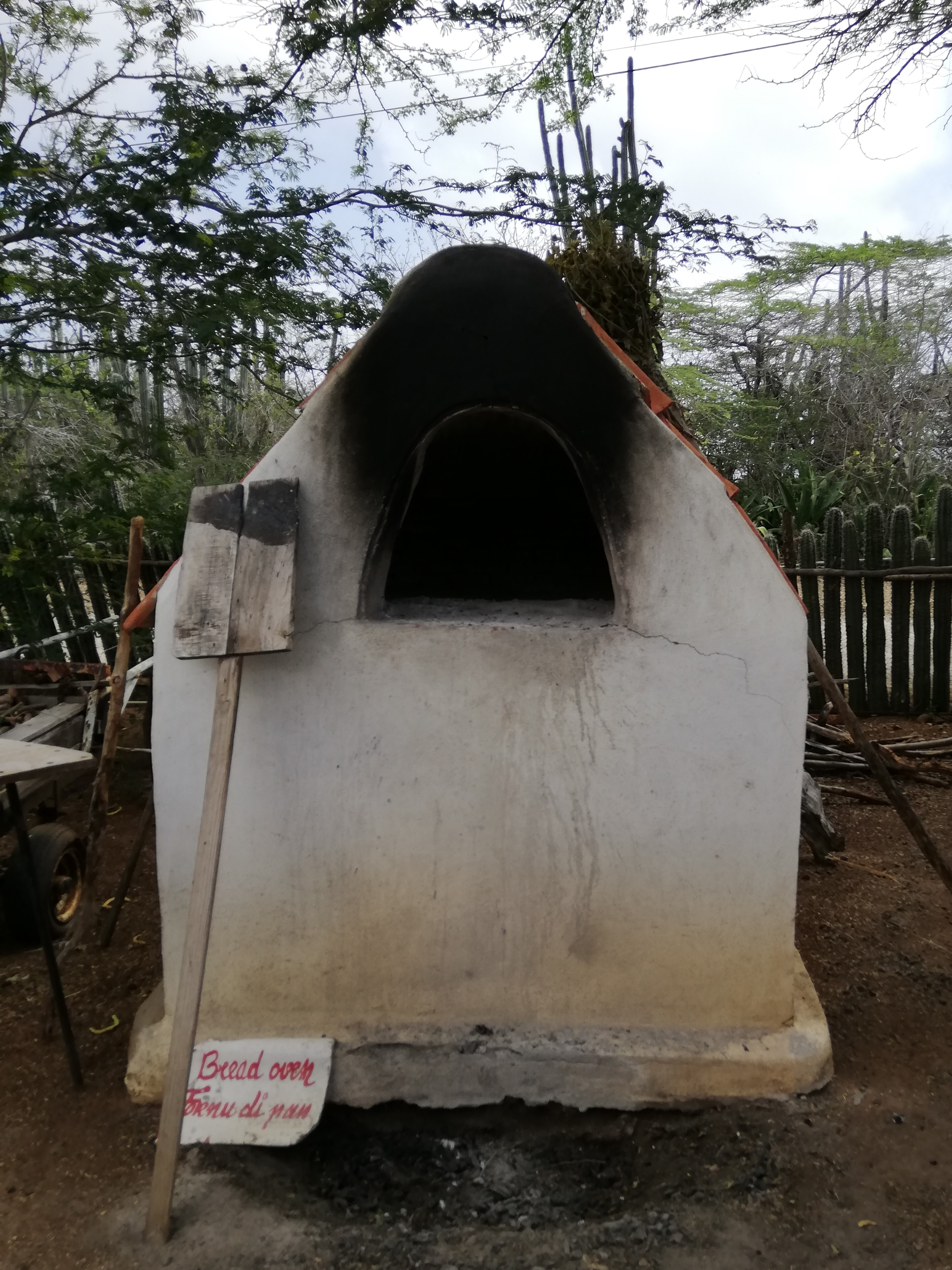
Broodoven
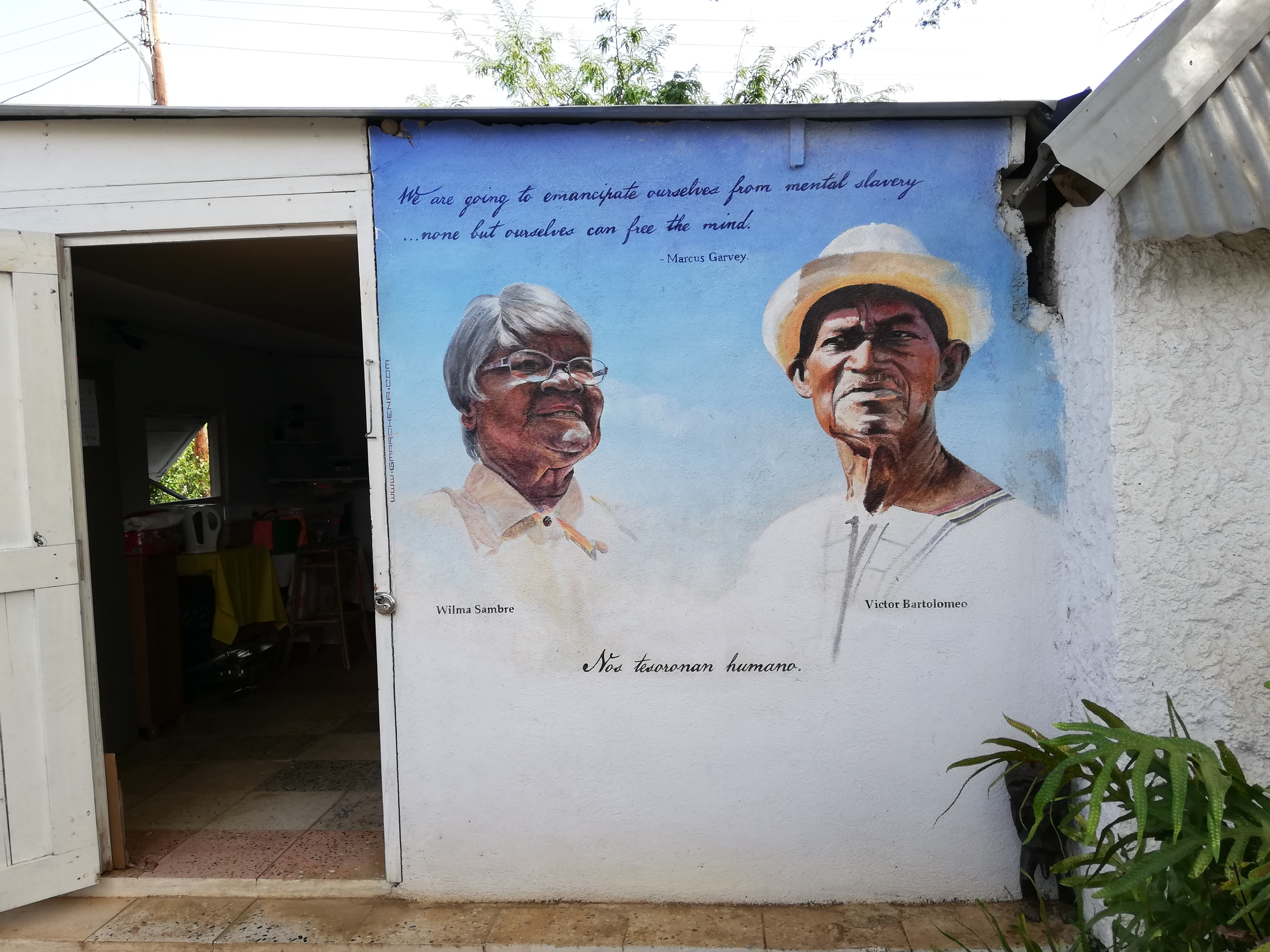
Muurschildering Forever Legends door Garrick Marchena